# Sophia Getzova
Sophia Getzova (scritto anche Getzowa; in russo Софья Гецова?, Sofija Gecova, in ebraico סופיה גצובה‎?; 1872 – Gerusalemme, 1946) è stata una patologa israeliana di origine russa.

## Biografia

### Infanzia e studi
Sophia Getzova nacque nell'odierna Bielorussia, all'epoca parte dell'impero russo. Nel 1874 la sua famiglia risiedeva in uno shtetl nella zona di residenza vicino a Navahrudak, che occasionalmente veniva anche indicata come la sua città natale. Nel suo racconto Getzova affermò che la sua famiglia si trasferì a Vilnius subito dopo la sua nascita. Quando aveva circa quattro anni si trasferì a Homel', dove tre anni dopo iniziò a studiare con uno studioso ebreo e imparò l'alfabeto ebraico.
Rimasta orfana di madre all'età otto anni, sua cugina Marie Scheindels-Kagan, che gestiva una scuola a Švenčionys, la accolse e le insegnò l'ortografia russa. Tornò a Homel' nel 1882 e studiò per tre anni al ginnasio della città, poi per otto anni frequentò il ginnasio femminile a Romny, e infine intraprese gli studi di medicina all'Università di Berna nel 1895. Membro attivo del movimento sionista, nel 1898 fu delegata al Secondo congresso sionista, tenutosi a Basilea. Quell'anno si fidanzò con Chaim Weizmann, che la presentò alla sua famiglia a Pinsk durante le vacanze estive del 1898 e del 1899. È probabile che i due abbiano vissuto insieme dopo il loro fidanzamento, come era comune all'epoca.
Getzova partecipò al 5º Congresso sionista in qualità di delegata della Frazione Democratica, un gruppo radicale formato da Leo Mockin e Weizmann nel 1901.
Dopo la fine della relazione con Weizmann, Getzova proseguì gli studi e si laureò in medicina in 1904 con una tesi intitolata Über die Thyreoidea von Kretinen und Idioten ("Sulle ghiandole tiroidee dei cretini e degli idioti"), con la quale scoprì degli elementi di tessuto estraneo che sarebbero diventati il fondamento della sua carriera. La sua tesi affermava che i residui cellulari e le cisti del corpo postbranchiale nei gozzi atrofici della tiroide non si sono formati dal tessuto tiroideo.

### Carriera
Nel 1905 Getzova fu assunta dal professor Hans Strasser come prima assistente donna presso l'Istituto di anatomia di Berna. Iniziò ad analizzare i gozzi e i tessuti paratiroidei e insieme a Langhans e ad altri suoi studenti fu una delle figure chiave che chiarirono l'origine dei tumori della tiroide. Proseguì i suoi studi, questa volta presso l'Istituto di Patologia, sotto la direzione di Theodor Langhans ed Ernst Hedinger. Nel 1907 scoprì i nidi di cellule solide (SCN) e fu la prima donna a descriverli.
Nel 1913 fu nominata prima assistente dell'Istituto e con l'inizio della prima guerra mondiale nel 1914 sostituì il direttore che era stato chiamato al servizio militare. Dopo due anni di servizio, in quanto donna e straniera fu licenziata nell'ottobre 1915. Senza alcun reddito, il suo precedente professore Ernst Hedinger le offrì un posto all'Università di Basilea nel 1916. Dopo la fine dela guerra Getzova fu allontanata dagli amici e familiari che aveva nella sua ex patria. La guerra sovietico-polacca (1919-1921) devastò ciò che restava della sua casa, e il suo territorio di origine venne annesso alla Seconda Repubblica di Polonia. Tornata a Berna, Getzova incontrò difficoltà sia emotive che finanziarie che non si dissiparono fino al 1921, quando la Fondazione Putman-Jacoby la assunse come ricercatrice freelance presso l'Istituto Pasteur di Parigi. Nel 1924 tornò a Berna e l'anno successivo ottenne un compenso speciale retroattivo per l'insegnamento di patologia sperimentale all'università.
Nel 1925 venne nominata direttrice dell'istituto patologico del Rothschild Hadassah Hospital, mentre nel 1927 divenne la prima donna a insegnare in Israele, quando fu nominata docente dell'Università Ebraica di Gerusalemme. Iniziò a lavorare negli ospedali di Tel Aviv, effettuando esami addominali che in alcuni casi hanno identificato tumori che necessitavano di rimozione. Le operazioni sconvolsero gli ebrei ortodossi, che danneggiarono le finestre del suo laboratorio.
L'amministrazione dell'Università Ebraica di Gerusalemme si rifiutò di riconoscerla come professoressa, non tenendo conto del suo passato a Berna o dei 13 anni che aveva già trascorso lavorando per la Palestina. Le fu offerta la possibilità di ottenere un'abilitazione a Gerusalemme ma lei rifiutò, sostenendo che le avrebbe tolto anni di carriera. Il 1º febbraio 1939 l'università chiese le sue dimissioni. Facendo appello al sostegno di colleghi internazionali, Getzova chiese al rettore Abraham Fraenkel di riconsiderare la sua candidatura. Tre mesi dopo, il 19 febbraio 1940, Fraenkel le concesse lo status di professore emerito dell'Università Ebraica di Gerusalemme.
Morì nel 1946 a Gerusalemme dove fu sepolta nel cimitero ebraico del Monte degli Ulivi. È considerata una pioniera della patologia In Palestina, dove effettuò autopsie ed esami per molti anni.

## Contributi alla ricerca
Come documentato nel suo articolo del 1907 intitolato Über die Glandula parathyreoidea, intrathyreoideale Zellhaufen derselben und Reste des postbranchialen Körpers, Getzova fu la prima a identificare le zellhaufen o nidi di cellule solide (SCN). Queste sono state a lungo di interesse per i patologi in quanto si pensa che potrebbero essere la causa delle strutture ectopiche nelle ghiandole tiroidee o nei tumori della tiroide. Studi successivi hanno indicato l'importanza delle SCN in quanto sono state trovate in almeno il 3% delle tiroidi esaminate di routine. Il suo lavoro in connessione con la tiroide portò anche a ricerche sulla relazione tra lo struma di Riedel e i resti del corpo post-branchiale, come quella condotta da Louise H. Meeker già nel 1924. Il merito è specificamente dato a Getzova per le descrizioni dettagliate del corpo ultimo-branchiale in sette individui riportate nel suo articolo del 1905 intitolato Über die Thyreoidea von Kretinen und Idioten.

## Opere pubblicate
- (DE) Sophia Getzowa, Über die Thyreoidea von Kretinen und Idioten, in Virchows Archiv für Pathologische Anatomie und Physiologie und für Klinische Medizin, vol. 180, n. 1, 1905-04,  pp. 51-98, DOI:10.1007/BF01967777. URL consultato il 19 marzo 2023.
- (DE) Sophia Getzowa, Über die Glandula parathyreodeaa, intrathyreoideale Zellhaufen derselben und Reste des postbranchialen Körpers, in Virchows Archiv für Pathologische Anatomie und Physiologie und für Klinische Medizin, vol. 188, n. 2, 1907-05,  pp. 181-235, DOI:10.1007/BF01945893. URL consultato il 19 marzo 2023.
- (DE) Sophia Getzowa, Zur Kenntnis des postbranchialen Körpers und der branchialen Kanälchen des Menschen, in Virchows Archiv für Pathologische Anatomie und Physiologie und für Klinische Medizin, vol. 205, n. 2, 1911-08,  pp. 208-257, DOI:10.1007/BF01989433. URL consultato il 19 marzo 2023.
- (EN) S. Getzowa, G. Stuart e K. S. Krikorian, Pathological changes observed in paralysis of the landry type: A contribution to the histology of neuro-paralytic accidents complicating antirabic treatment, in The Journal of Pathology and Bacteriology, vol. 37, n. 3, 1933,  pp. 483-500, DOI:10.1002/path.1700370315. URL consultato il 19 marzo 2023.
- (EN) S. Getzowa e A. Sadowsky, ON THE STRUCTURE OF THE HUMAN PLACENTA WITH FULL-TIME AND IMMATURE FOETUS, LIVING OR DEAD, in BJOG: An International Journal of Obstetrics and Gynaecology, vol. 57, n. 3, 1950-06,  pp. 388-396, DOI:10.1111/j.1471-0528.1950.tb05251.x. URL consultato il 19 marzo 2023.